# Vemdalens församling
Vemdalens församling var en församling i Härnösands stift och i Härjedalens kommun i Jämtlands län. Församlingen uppgick 2010 i Hedebygdens församling.
Församlingskyrka var Vemdalens kyrka.

## Administrativ historik
Församlingen bildades senast omkring 1550 genom utbrytning ur Hede församling.
Församlingen var till 1 maj 1925 annexförsamling i pastoratet Hede, Vemdalen och  Tännäs som från 1751 också omfattade Storsjö församling och från 1757 Ljusnedals församling och från 1768 Hede lappförsamling. Från 1 maj 1925 till 2010 var församlingen annexförsamling i pastoratet Hede, Vemdalen och Storsjö. Församlingen uppgick 2010 i Hedebygdens församling.